# Acanthoscelides caliginosus
Acanthoscelides caliginosus is een keversoort uit de familie bladkevers (Chrysomelidae). De wetenschappelijke naam van de soort werd in 1890 gepubliceerd door Flaminio Baudi di Selve.